# نوكيا 1650
نوكيا 1650 هو هاتف محمول من نوكيا يعمل بنظام سيمبيان تم الكشف عنه عام 2009، تم طرحه في الأسواق في مارس 2010.

## الخصائص
- نظام التشغيل: سيمبيان
- الكاميرا الأمامية: لا يوجد
- الكاميرا الخلفية: لا يوجد
- الوزن: 80
- التخزين: 8 ميجا

## التوفر
يتوفر الألوان: أسود، الأحمر